# Tamīm ibn al-Muʿizz az-Zīrī
Tamīm ibn al-Muʿizz az-Zīrī (تميم بن المعز الزيري / Tamīm b. al-Muʿizz az-Zīrī, † 1108) war der fünfte Herrscher der Ziriden in Ifrīqiya und regierte von 1062 bis 1108.
Tamīm übernahm beim Tod seines Vaters al-Muʿizz ibn Bādīs az-Zīrī 1062 die Herrschaft in Ifrīqiya. Damals befand sich das Ziridenreich nach der Invasion der Banu Hilal in Auflösung. Nur die Küstenstädte wurden noch kontrolliert, eine Rückeroberung des Hinterlandes von den Beduinen gelang nicht. Auch in den Küstenstädten blieben die Ziriden nicht unangefochten. So ging die Herrschaft über Tunis an die Banu Hurasan (1063–1128) verloren. Die Hauptstadt al-Mahdiya wurde 1087 von Genua und Pisa angegriffen und musste sich durch ein hohes Lösegeld freikaufen. Dadurch wurde die zunehmende Dominanz der christlichen Mächte im Mittelmeerraum deutlich, die sich auch in der Eroberung des muslimischen Sizilien durch die Normannen (1061–1092) manifestierte.
Als er 1108 starb, folgte ihm Yahya ibn az-Ziri († 1116).